# Walt Disney Studios Motion Pictures
Walt Disney Studios Motion Pictures (anteriormente conocida como Buena Vista Pictures Distribution) es una compañía estadounidense de distribución de películas dentro de Disney Entertainment, segmento de The Walt Disney Company.
Establecida en 1953 como Buena Vista Film Distribution Company, la compañía maneja la distribución teatral, el mercadeo y la promoción de películas producidas y lanzadas por Walt Disney Studios, incluyendo Walt Disney Pictures, Walt Disney Animation Studios, Pixar, Marvel Studios, Lucasfilm, 20th Century Studios y Searchlight Pictures (las dos últimas salvo en ocasiones en las que operan las distribuciones de forma autónoma bajo su propio sello). La división, que desde 1987 había sido Buena Vista Pictures Distribution, tomó su nombre actual en abril de 2007.

## Historia
Desde 1937 hasta 1953, las producciones de Walt Disney habían sido distribuidos por Columbia Pictures, United Artists y RKO Radio Pictures. Tras una disputa con RKO Radio Pictures sobre la distribución de su siguiente película, Walt Disney y su hermano Roy Disney fundan una división llamada Buena Vista Film Distribution Company, Inc. para que se encargará de la distribución de sus películas.
Buena Vista International (división de Buena Vista Distribution) fue fundada en 1992 después de que Disney se desasociase de Warner Bros.
El nombre de la compañía proviene de la calle Buena Vista, en donde se encuentra la sede de Walt Disney en Burbank, California.
En 2007 Disney descontinuó el uso de la marca Buena Vista y pasó a llamarse Walt Disney Studios Motion Pictures. 
En diciembre de 2017, The Walt Disney Company anunció planes para adquirir los activos de entretenimiento de 21st Century Fox, que incluía 20th Century Fox y Fox Searchlight Pictures. En marzo de 2019, se completó dicha adquisición.
Tras la reorganización y el cambio de nombre de las unidades cinematográficas adquiridas, Walt Disney Studios Motion Pictures comenzó a distribuir varias producciones de 20th Century Studios, mientras que Searchlight Pictures continuó operando de forma autónoma.

## Distribución
Walt Disney Studios Motion Pictures actualmente distribuye películas lanzadas en cine de todas las unidades de Walt Disney Studios, con la excepción de Searchlight Pictures, que mantiene sus propias operaciones autónomas de distribución y marketing. Otras unidades de películas de Disney y algunos estudios de terceros incluyen:
| Walt Disney Studios | Ofertas de distribución activas                                                    | Antiguos acuerdos de distribución |
| --- | ---------------------------------------------------------------------------------- | --- |
| - Walt Disney Pictures - Walt Disney Animation Studios - Pixar - Marvel Studios - Lucasfilm - 20th Century Studios (ocasionalmente) - Searchlight Pictures (distribución internacional) Antiguas unidades de Disney - Touchstone Pictures (1984–2016; inactivo) - Disneytoon Studios (1990–2018; cerrado) - Blue Sky Studios (2019-2021; cerrado) - Hollywood Pictures (1990–2007; cerrado) - Miramax Films (1993–2010; vendida) - Dimension Films (1993–2005; vendida) - DIC Entertainment (1996-2000; vendida) - Caravan Pictures (1993–1999; cerrado) - ImageMovers Digital (2009–2011; cerrado) Otras unidades de Disney - ESPN Films (80%) - National Geographic Films (73%) - UTV Motion Pictures - Star Studios - A&E IndieFilms (50%) - Buena Vista International - 20th Century Animation - Disneynature | - Mandeville Films (1996–presente) - Mayhem Pictures (2002–presente) - Panay Films | - DreamWorks Pictures (2011–2016) - Jerry Bruckheimer Films (1993–2014) - Chernin Entertainment - Cinergi Pictures (1993–1998; cerrado) - Beacon Pictures (2002–2007) - Studio Ghibli (1996–2014) - Vanguard Animation (2002) - POW! Entertainment (2007–2014) - Spyglass Entertainment (1998–2008) - Blinding Edge Pictures (1998–2005) |